# Верба вушката
Верба вушката (Salix aurita L.) — невисокий кущ (до 1,5 м заввишки). Поширений майже по всій Європі; інтродукований до штатів Массачусетс і Пенсильванія (США).
Відрізняється обернено-яйцеподібними листками, зверху сіро-зеленими, зісподу сіро-повстистими (1–2 см завдовжки). Деревина під корою з валиками. Росте по болотах, вологих луках і у вологих та сирих лісах. Цвіте в квітні — травні. Медоносність слабша, ніж у верби козячої.
Разом з тритичинковою,  пурпуровою, гостролистою, лозовою, козячою та іншими належить до найпоширеніших в Україні.
Входить до офіційних переліків регіонально рідкісних рослин деяких адміністративних територій України.